# François Maynard
François Maynard, född den 21 november 1582 i Toulouse, död den 28 december 1646 i Aurillac, var en fransk skald.
Maynard var en av Malherbes lärjungar och en av de första ledamöterna av Franska akademien. Han drev formskäreriet till den högsta grad av stränghet (exempelvis i fråga om kravet, att varje rad skulle bilda en innehållsenhet). Maynards Œuvres poétiques utkom 1885–1888 i 3 band.